# Eppo Bruins
Eppo Egbert Willem Bruins (ur. 19 września 1969 w Apeldoorn) – holenderski polityk i fizyk, poseł do Tweede Kamer, od 2024 minister edukacji, kultury i nauki.

## Życiorys
W 1991 ukończył fizykę na Uniwersytecie w Utrechcie, w 1995 na tej samej uczelni uzyskał doktorat z matematyki i nauk przyrodniczych. Pracował jako koordynator projektu w fundacji FOM, w latach 2004–2008 był dyrektorem instytutu badawczego LION. Od 2008 do 2015 kierował fundacją Technologiestichting STW. Wchodził w skład rady doradczej jednego z wydziałów Uniwersytetu Technicznego w Delfcie.
Należał do Apelu Chrześcijańsko-Demokratycznego. W 2011 przeszedł do ChristenUnie, w 2012 został redaktorem naczelnym związanego z tą partią magazynu „DenkWijzer”. W 2015 objął zwolniony mandat posła do Tweede Kamer. Utrzymał go następnie w wyborach 2017, zasiadał w niższej izbie Stanów Generalnych do 2021. Zajął się następnie działalnością konsultingową. W latach 2022–2024 pełnił funkcję przewodniczącego AWTI, rady doradczej rządu i parlamentu w sprawach nauki, technologii i innowacji.
W czerwcu 2024 Nowa Umowa Społeczna wskazała go jako kandydata na ministra edukacji, kultury i nauki. Eppo Bruins wystąpił w tym samym miesiącu z ChristenUnie. Urząd ministra w nowo powołanym rządzie Dicka Schoofa objął w lipcu 2024.